# Burn the Witch (manga)
Burn the Witch (バーンザウィッチ Bān za Witchi?), estilizado como BURN ☩HE WITCH, es un manga shōnen escrito e ilustrado por Tite Kubo. Se publicó por primera vez en la revista Weekly Shōnen Jump de Shueisha como un one-shot en julio de 2018. Se está publicando una continuación serializada del one-shot en la misma revista con un calendario de lanzamiento estacional. La primera temporada de 4 capítulos se publicó de agosto a septiembre de 2020. Una segunda temporada del manga ha sido anunciada. Una película de anime producida por Studio Colorido se estrenó en octubre de 2020. El título de la serie proviene de una canción de 2016 de la banda inglesa Radiohead.

## Personajes
Ninny Spangcole (ニニー・スパンコール Ninī Supankōru?)
 Seiyū: Asami Tano
Noel Niihashi (新橋 のえる Niihashi Noeru?)
 Seiyū: Yuina Yamada
Macy Baljure (メイシー・バルジャー Meishī Barujā?)
 Seiyū: Saori Hayami
Balgo Parks (バルゴ・パークス Barugo Pākusu?)
 Seiyū: Shimba Tsuchiya
Bruno Bangnyfe (ブルーノ・バングナイフ Burūno Bangunaifu?)
 Seiyū: Chikahiro Kobayashi
Billy Banx Jr. (ビリー・バンクス Jr. Birī Bankusu Junia?)
 Seiyū: Hiroaki Hirata
Osushi-chan (オスシちゃん?)
 Seiyū: Rie Hikisaka
Wolfgang Slashhaut (ウルフギャング・スラッシュハウト Urufugyangu Surasshuhauto?)
 Seiyū: Mugihito
Sullivan Squire (サリバン・スクワイア Sariban Sukuwaia?)
 Seiyū: Haruka Shimizu
Roy B. Dipper (ロイ・B・ディッパー Roi B Dippā?)
 Seiyū: Miou Tanaka
Shelby (セルビー Serubī?)
 Seiyū: Subaru Kimura

## Contenido de la obra

### Manga
Burn the Witch es escrito e ilustrado por Tite Kubo. Un one-shot de 62 páginas se publicó por primera vez en el número 33 de la revista Weekly Shōnen Jump de Shueisha el 14 de julio de 2018. En marzo de 2020, se anunció que se publicaría una miniserie en la Weekly Shōnen Jump como acompañante de la también anunciada película. La "primera temporada" de Burn the Witch es una continuación del one-shot y se publicó en la Weekly Shōnen Jump durante cuatro semanas, del 24 de agosto al 14 de septiembre de 2020. Se anunció una "segunda temporada" con el lanzamiento del capítulo final de la primera temporada. Shueisha publicó la primera temporada de la serie en un volumen tankōbon de 260 páginas, que incluía el one-shot, el 2 de octubre de 2020.

#### Lista de volúmenes
| Volúmenes de manga publicados | Volúmenes de manga publicados | Volúmenes de manga publicados |
| Número                        | Fecha de lanzamiento          | ISBN                          |
| ----------------------------- | ----------------------------- | ----------------------------- |
| 1                             | 2 de octubre de 2020          | ISBN 978-4-08-882428-4        |

### Anime
En marzo de 2020, se anunció que la serie recibiría una adaptación cinematográfica de anime de Studio Colorido, dirigida por Tatsuro Kawano. La película es distribuida por Shochiku y se estrenó el 2 de octubre de 2020 en Japón. El tema de principal de la película es «Blowing», interpretado por Nil. La película también se transmitió en otros territorios fuera de Asia, con una versión diferente del estreno cinematográfico japonés. Crunchyroll transmitió la película en formato de 3 episodios el 1 de octubre de 2020. En el sudeste asiático y el sur de Asia, Muse Communication obtuvo la licencia de la película y la estrenó en YouTube.
En septiembre de 2023, se anunció que el capítulo prólogo, Burn the Witch #0.8, recibiría una adaptación al anime. Se estrenó en TV Tokyo y en todo el mundo el 29 de diciembre de 2023.

### Otros medios
En octubre de 2020, la serie colaboró con el juego de móvil Bleach: Brave Souls, con Ninny y Noel como personajes jugables. La mercancía de la colaboración Brave Souls x Burn the Witch también se entregó a 150 personas aleatorias que interactuaron con la cuenta de Twitter del juego. Un año después, debutó una segunda ronda de la colaboración, presentando a Bruno Bangnyfe como un nuevo personaje con el regreso de los dos anteriores; fue seguido por una tercera ronda. La serie tuvo un evento cruzado con el juego de móvil Oasis Bleach: Immortal Soul en mayo de 2022, con Ninny y Noel como personajes.

## Recepción
El primer volumen de Burn the Witch vendió 86.066 copias impresas en su primera semana y 68.810 copias impresas en su segunda semana.
Skyler Allen de The Fandom Post escribió que a pesar de carecer de la misma "chispa" que el comienzo de Bleach, el one-shot de Burn the Witch sigue siendo agradable y tiene mucho potencial de crecimiento en una serialización completa, pero se dedica demasiado tiempo a su configuración para que funcione como una historia independiente. Elogió mucho el arte de Kubo y los memorables diseños de personajes, pero criticó el one-shot como "desenfocado" por las ideas que no se desarrollaron adecuadamente.